# Sola Sobowale
Sola Sobowale es una actriz, guionista, directora y productora de cine nigeriana. Tuvo su gran oportunidad en 2001, con el estreno de la popular serie dramática de la televisión nigeriana Super Story: Oh Father, Oh Daughter.

## Carrera
Antes de alcanzar el estrellato, obtuvo papeles en The Village Headmaster, Mirror in the Sun y en la película yoruba Asewo To Re Mecca. Se unió a la actuación a través de numerosos papeles en películas producidas por Awada Kerikeri Group bajo el liderazgo de Adebayo Salami. A lo largo de los años, ha escrito, coescrito, dirigido y producido distintas películas en su país. Escribió, produjo y dirigió Ohun Oko Somida, una película del 2010 protagonizada por Adebayo Salami. Participó en Dangerous Twins, una película dramática de 2004, producida por Tade Ogidan, escrita y dirigida por Niji Akanni. También actuó en Family on Fire, producida y dirigida por Tade Ogidan.

## Vida personal
Sobowale está casada y tiene cuatro hijos. Fue elegida como embajadora de marca de la empresa de colchones Mouka.

## Premios
En 2019, recibió el premio de la Academia africana de cine como mejor actriz en un papel principal por su desempeño en la película nigeriana de 2018 King of Boys.

## Filmografía seleccionada

### Como actriz
- Asewo To Re Mecca (1992)
- Diamond Ring (1998)
- Super Story: Oh Father, Oh Daughter (2001)
- Outkast (2001)
- Ayomida (2003)
- Ayomida 2 (2003)
- Dangerous Twins (2004)
- Disoriented Generation (2009)
- Ohun Oko Somida (2010)
- Family on Fire (2011)
- The Wedding Party (2016)
- Christmas is Coming (2017)
- The Wedding Party 2 (2017)
- King of Boys (2018)
- Wives on Strike: The Revolution (2019)
- Gold Statue (2019)
- In Case of Incasity (2020)

### Como productora
- Ayomida (2003)
- Ayomida 2 (2003)
- Ohun Oko Somida (2010)